# Angamos
Colonia Angamos, eller bara Angamos, är en by i Amazonas regnskog i departementet Loreto i Peru nära gränsen till Brasilien. Orten är belägen vid floden Javary, ett biflöde till Amazonfloden som skiljer de båda länderna åt. Angamos hade 840 invånare år 2017.

## Kommunikationer
Strax nordost om centrum ligger flygplatsen Angamos flygplats, dit Saeta Peru flyger (2022).